# Rochefort, Charente-Maritime
Rochefort este un oraș în Franța, sub-prefectură a departamentului Charente-Maritime în regiunea Aquitania-Limousin-Poitou-Charentes. 
Rochefort este o comună în departamentul Charente-Maritime, Franța. În 2009 avea o populație de 25317 de locuitori.